# آمرزویلر
آمرزویلر (به فرانسوی: Ammerzwiller) یک کمون در فرانسه است که در Canton of Dannemarie واقع شده‌است.

## خصوصیات
آمرزویلر ۳٫۰۵ کیلومترمربع مساحت و ۳۲۲ نفر جمعیت دارد و ۳۰۰ متر بالاتر از سطح دریا واقع شده‌است.